# 種子島久時 (16代)
種子島 久時（たねがしま ひさとき）は、戦国時代から江戸時代前期にかけての武将。島津氏の家臣。種子島氏第16代島主。

## 生涯
永禄11年（1568年）、種子島氏第14代島主・時尭の次男として生まれる。
第15代島主の座は長兄の時次が継いだが早世したため、一時父・時尭が復帰したあと、薩摩国の島津義久より家督相続を認められて元服し第16代島主となった（義久が烏帽子親となり、“久”の字を拝領している）。
その後は島津氏の家臣として沖田畷の戦いや大友氏との戦いに参戦する。天正18年（1590年）の小田原征伐にも参戦し、このときに豊臣秀吉に鉄砲200挺を献上した。文禄・慶長の役でも、島津義弘に従って渡海している。文禄4年（1595年）、太閤検地の煽りを受けて種子島の領地は島津以久に与えられたため、代わりに薩摩国知覧院に所領を移されたが、慶長4年（1599年）に種子島に所領を戻されている。その後は義弘、島津忠恒の家老として仕えた。
慶長16年（1612年）、死去。享年44。その時点で跡目となる男子はいなかったが、このとき側室が身ごもっていた忠時（第12代島主の忠時とは別人）がおり、出産後に家督を継いだ。
墓所は種子島氏の初代の墓所である御坊墓地と二代目の墓所である御拝塔墓地の双方にある。
なお、久時は鉄砲術に優れ、文禄・慶長の役において島津軍が無類の強さを見せつけたのは、久時の鉄砲におけるところも大きいといわれている。このため、久時の鉄砲による武名は高かった。